# Общины Белграда

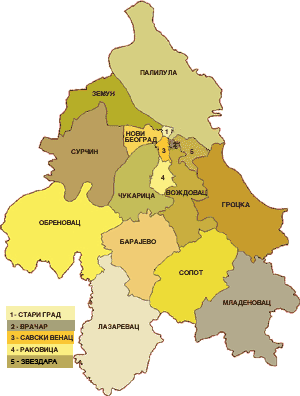
Общины Белграда

Белград обладает статусом отдельной территориальной единицы в Сербии. Территория городского округа поделена на 17 городских общин (серб. градска општина). В каждой из них есть органы местного самоуправления: глава городской общины, управа, скупщина городской общины, вече городской общины. В скупщине может быть от 19 до 75 депутатов. Они, в свою очередь, выбирают членов вече общины. Скупщина общины, согласно закону, распоряжается местным бюджетом, может организовывать локальные сообщества, высказывает мнение о планах развития общины и города, распоряжается выделенной под строительство землей, обеспечивает юридическую защиту жителей и т.д.
В рамках местного самоуправления община выполняет следующие функции:
- организует деятельность общины, одобряет проект бюджета
- образует местные сообщества, финансирует их и помогает им в решении текущих задач
- высказывает мнение о урбанистических планах
- выделяет землю под строительство
- определяет перечень зданий и объектов для реконструкции
- развивает сферу услуг и туризм
- обеспечивает юридическую защиту граждан и т. д.

Кроме того, общины Бараево, Гроцка, Лазаревац, Младеновац, Обреновац, Сопот и Сурчин также обязаны контролировать состояние местных дорог и улиц, а также обеспечивать деятельность и развитие сферы коммунальных услуг.
Данные о численности населения общин указаны согласно переписи, проведённой в Сербии в 2011 году. Жирным шрифтом выделены административные центры общин. Общины Нови-Београд и Савски-Венац не имеют в своём составе населённых пунктов, будучи полностью расположенными в черте Белграда.

## Легенда
В списке представлены общины Белграда. Они располагаются в алфавитном порядке.
Таблица:
- Название — название общины на русском языке, ниже приводится оригинальное название на сербском;
- Площадь — площадь муниципалитета в квадратных километрах;
- Население — численность населения общины;
- Населённые пункты/районы в составе общины — какие населенные пункты входят в состав общины;
- Герб — герб общины;
- Фото —  панорама или фото общины;
- На карте округа Белград —  границы общины на карте округа Белград;

Сортировка может проводиться по первым четырем столбцам таблицы.

## Список городских общин
| Название                        | Площадь    | Население | Населённые пункты/районы в составе общины | Герб | Фото | На карте Белграда |
| ------------------------------- | ---------- | --------- | --- | ---- | ---- | ----------------- |
| Бараево серб. Барајево          | 213 км²    | 27 110    | Арнайево, Бараево, Бачевац, Бельина, Бождаревац, Велики-Борак, Вранич, Гунцати, Лисович, Манич, Меляк, Рожанци, Шиляковац |      |      |                   |
| Вождовац серб. Вождовац         | 148 км²    | 158 213   | Бели-Поток, Вождовац, Зуце, Пиносава, Рипань |      |      |                   |
| Врачар серб. Врачар             | 3 км²      | 56 333    | Врачар |      |      |                   |
| Гроцка серб. Гроцка             | 289 км²    | 83 907    | Бегальица, Болеч, Брестовик, Винча, Врчин, Гроцка, Дражань, Живковац, Заклопача, Калуджерица, Камендол, Лештане, Пударци, Ритопек, Умчари |      |      |                   |
| Звездара серб. Звездара         | 32 км²     | 151 808   | Звездара |      |      |                   |
| Земун серб. Земун               | 150 км²    | 168 170   | Земун, Угриновци |      |      |                   |
| Лазаревац серб. Лазаревац       | 384 км²    | 58 622    | Араповац, Барзиловица, Барошевац, Бистрица, Брайковац, Бурово, Велики-Црльени, Врбовно, Вреоци, Дрен, Дудовица, Жупаняц, Зеоке, Крушевица, Лазаревац, Лесковац,Лукавица, Мали-Црльени, Медошевац, Миросальци, Петка, Пркосава, Рудовци, Сакуля, Соколово, Степойевац, Стрмово, Стубица, Трбушница, Цветовац, Чибутковица, Шопич, Шушняр, Юнковац |      |      |                   |
| Младеновац серб. Младеновац     | 338 км²    | 53 906    | Америч, Белуче, Бельевац, Велика-Иванча, Велика-Крсна, Влашка, Границе, Дубона, Ковачевац, Корачица, Мала-Врбица, Марковац, Меджулужье, Младеновац, Младеновац (село), Пружатовац, Рабровац, Райковац, Сеная, Црквине, Шепшин, Ягньило |      |      |                   |
| Нови-Београд серб. Нови Београд | 41 км²     | 214 506   | Не имеет населённых пунктов в своём составе |      |      |                   |
| Обреновац серб. Обреновац       | 409,96 км² | 72 524    | Бальевац, Барич, Бело-Полье, Бргулице, Брович, Вукичевица, Грабовац, Дражевац, Дрен, Забрежье, Звечка, Конатице, Кртинска, Льубинич, Мала-Моштаница, Мислоджин, Обреновац, Орашац, Пироман, Поляне, Ратари, Рвати, Скела, Стублине, Трстеница, Уровци, Ушче, Ясенак                                                                              |      |      |                   |
| Палилула серб. Палилула         | 451 км²    | 173 521   | Борча, Велико-Село, Дунавац, Ковилово, Овча, Падинска-Скела, Палилула, Сланци |      |      |                   |
| Раковица серб. Раковица         | 31 км²     | 108 641   | Раковица, Ресник |      |      |                   |
| Савски-Венац серб. Савски Венац | 15,8 км²   | 39 122    | Не имеет населённых пунктов в своём составе |      |      |                   |
| Сопот серб. Сопот               | 271 км²    | 20 367    | Бабе, Губеревац, Дрлупа, Дучина, Джуринци, Мала-Иванча, Мали-Пожаревац, Неменикуче, Парцани, Попович, Раля, Рогача, Ропочево, Сибница, Слатина, Сопот, Стойник |      |      |                   |
| Стари-Град серб. Стари Град     | 5 км²      | 48 450    | Стари-Град |      |      |                   |
| Сурчин серб. Сурчин             | 288 км²    | 43 819    | Бечмен, Больевци, Добановци, Петровчич, Прогар, Сурчин, Яково |      |      |                   |
| Чукарица серб. Чукарица         | 156 км²    | 181 231   | Велика-Моштаница, Остружница, Печани, Руцка, Рушань, Сремчица, Умка, Чукарица |      |      |                   |